# Зеркало Ята

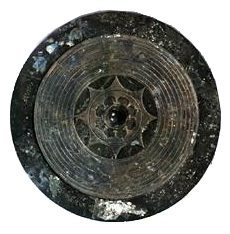
Зеркало Ята в представлении художника

Зеркало Ята (яп. 八咫鏡, やたのかがみ, «ята но кагами», «большое зеркало») или Зеркало Мафуцу (яп. 真経津鏡, まふつのかがみ, «мафуцу но кагами») — одно из трёх божественных сокровищ Императора Японии. Воплощение синтоистской богини солнца Аматэрасу Омиками. Упоминается в письменных источниках в правление Императоров Кэйко и Юряку. В японских мифах изготовлено легендарным кузнецом-божеством Исикоторибэ для выманивания богини солнца Аматэрасу Омиками из грота. Переданное богиней её внуку Ниниги во время восхождения на землю, с завещанием чествовать зеркало как её саму. Изначально хранилось в святилище Исудзу. Впоследствии перенесено в Святилище Исэ. В мифах соединены синтоистские верования о зеркале как об олицетворении божественного солнца и даосская легенда о зеркале как символе власти высшего божества вселенной.